# Zaprochilus
Zaprochilus es un género de saltamontes longicornios de la subfamilia Zaprochilinae. Se distribuye en Australia.

## Especies
Las siguientes especies pertenecen al género Zaprochilus:
- Zaprochilus australis (Brullé, 1835)
- Zaprochilus jingemarra Rentz, 1993
- Zaprochilus mongabarra Rentz, 1993
- Zaprochilus ninae Rentz, 1993